# Assunção, Ajuda, Salvador e Santo Ildefonso
Assunção, Ajuda, Salvador e Santo Ildefonso ist eine portugiesische Gemeinde (Freguesia) im Kreis (Concelho) Elvas im Alto Alentejo, Portugal.

## Geschichte
Die Gemeinde entstand im Zuge der Gebietsreform vom 29. September 2013 durch die Zusammenlegung der ehemaligen Gemeinden Assunção und Ajuda, Salvador e Santo Ildefonso.
Elvas wurde Sitz der neuen Verwaltung.

## Demographie
| Freguesia | Freguesia                                   | Freguesia | Freguesia       | ehemalige Freguesias              | ehemalige Freguesias | ehemalige Freguesias | ehemalige Freguesias |
| --------- | ------------------------------------------- | --------- | --------------- | --------------------------------- | -------------------- | -------------------- | -------------------- |
| Wappen    | Freguesia                                   | Einwohner | Fläche in (km²) | Wappen                            | Freguesia            | Einwohner            | Fläche in (km²)      |
|           | Assunção, Ajuda, Salvador e Santo Ildefonso | 9059      | 98,66           |                                   | Assunção             | 8717                 | 8,02                 |
|           | Assunção, Ajuda, Salvador e Santo Ildefonso | 9059      | 98,66           | Ajuda, Salvador e Santo Ildefonso | 993                  | 90,66                |                      |